# Pađine
Pađine är en ort i Bosnien och Hercegovina.   Den ligger i entiteten Republika Srpska, i den östra delen av landet, 100 km nordost om huvudstaden Sarajevo. Pađine ligger 133 meter över havet och antalet invånare är 560.
Terrängen runt Pađine är kuperad åt sydväst, men åt nordost är den platt. Pađine ligger nere i en dal. Närmaste större samhälle är Zvornik, 16,7 km söder om Pađine. 
Omgivningarna runt Pađine är en mosaik av jordbruksmark och naturlig växtlighet. Runt Pađine är det ganska tätbefolkat, med 86 invånare per kvadratkilometer.